# Campoplex hexagonalis
Campoplex hexagonalis är en stekelart som först beskrevs av Henry Lorenz Viereck 1925.  Campoplex hexagonalis ingår i släktet Campoplex och familjen brokparasitsteklar. Inga underarter finns listade.